# Front Democràtic (Guinea Bissau)
El Front Democràtic (portuguès: Frente Democrática, FD) va ser un partit polític de Guinea Bissau.

## Història
El partit va ser establert en 1991 per Aristide Menezes. Després de la mort de Menezes en 1994, Canjura Indjai esdevingué líder del partit. Es va presentar a les eleccions generals de Guinea Bissau de 1994 com a part de l'aliança Unió pel Canvi (UM). La UM va obtenir sis escons a l'Assemblea Nacional Popular, un dels quals fou atorgat al FD i ocupat per Injai.
després de la guerra civil en 1998 i 1999, el DF es va unir a l'Aliança Democràtica. L'Aliança va obtenir tres escons en les eleccions generals de Guinea Bissau de 1999-2000, i Injai va mantenir el seu escó a l'Assemblea. El partit va sortir de l'Aliança en 2003 i es va unir a la coalició Plataforma Unida. A les eleccions legislatives de Guinea Bissau de 2004 la PU no va obtenir cap escó a l'Assemblea.
El partit va donar suport al candidat Malam Bacai Sanhá a les eleccions presidencials de Guinea Bissau de 2005, i no es va presentar a les eleccions parlamentàries de 2008. Novament va donar suport Sanhá a les eleccions presidencials de 2009, que va guanyar en la segona ronda. Més tard va donar suport al cop d'Estat de 2012 que va seguir a les eleccions presidencials després de la mort de Sanhá.